# Franz Paul Massau
Franz Paul Massau (* 31. August 1818 in Köln; † 4. April 1900 in Düsseldorf) war ein deutscher Kupferstecher der Düsseldorfer Schule.

## Leben
Massau kam im Jahr 1841 nach Düsseldorf, wo er bis 1851 die Kunstakademie besuchte. Er war ein Schüler der Kupferstecherklasse von Joseph Keller, für dessen Verein zur Verbreitung religiöser Bilder Massau Andachtsbilder schuf. Massau ließ sich auch von Ernst Deger unterrichten, dessen Werke er später stach. Nach dem Studium machte er sich daran, in seiner Vaterstadt das „Kölner Dombild“ des Altars der Stadtpatrone von Stefan Lochner zu stechen. Diese Arbeit, die 1855 fertiggestellt war, trug ihm hohe Anerkennung ein. 1860 wurde sein Sohn Edmund geboren, der ein Historien-, Genre- und Landschaftsmaler wurde. Im Düsseldorfer Künstlerverein Malkasten waren beide Mitglieder.

## Werke (Auswahl)
- Jesus wird vor Pilatus geführt, nach Friedrich Overbeck, 1847 (Ecce homo)
- Infanticium, nach Friedrich Overbeck, 1849 (Kindermord in Bethlehem)
- Christi ingressus in Jerusalem (Einzug Christi in Jerusalem), nach Friedrich Overbeck, 1851[2]
- Kölner Dombild (Triptychon des Dreikönigsaltars), nach Stefan Lochner, 1855[3]
- Mignon, nach Christian Köhler, 1855
- St. Katharina, nach Fra Angelico
- Mater regis coeli, nach einem altkölnischen Meister
- Siehe, der Herr kommt nach Ägypten! Und die Götzen Ägyptens beben vor Ihm (Jesaja 19), nach Lorenzo Monaco
- Christus als Weltheiland, nach Ernst Deger (Apollinariskirche Remagen)
- Mater Amabilis (Madonna mit zwei Engeln), nach Ernst Deger[4]

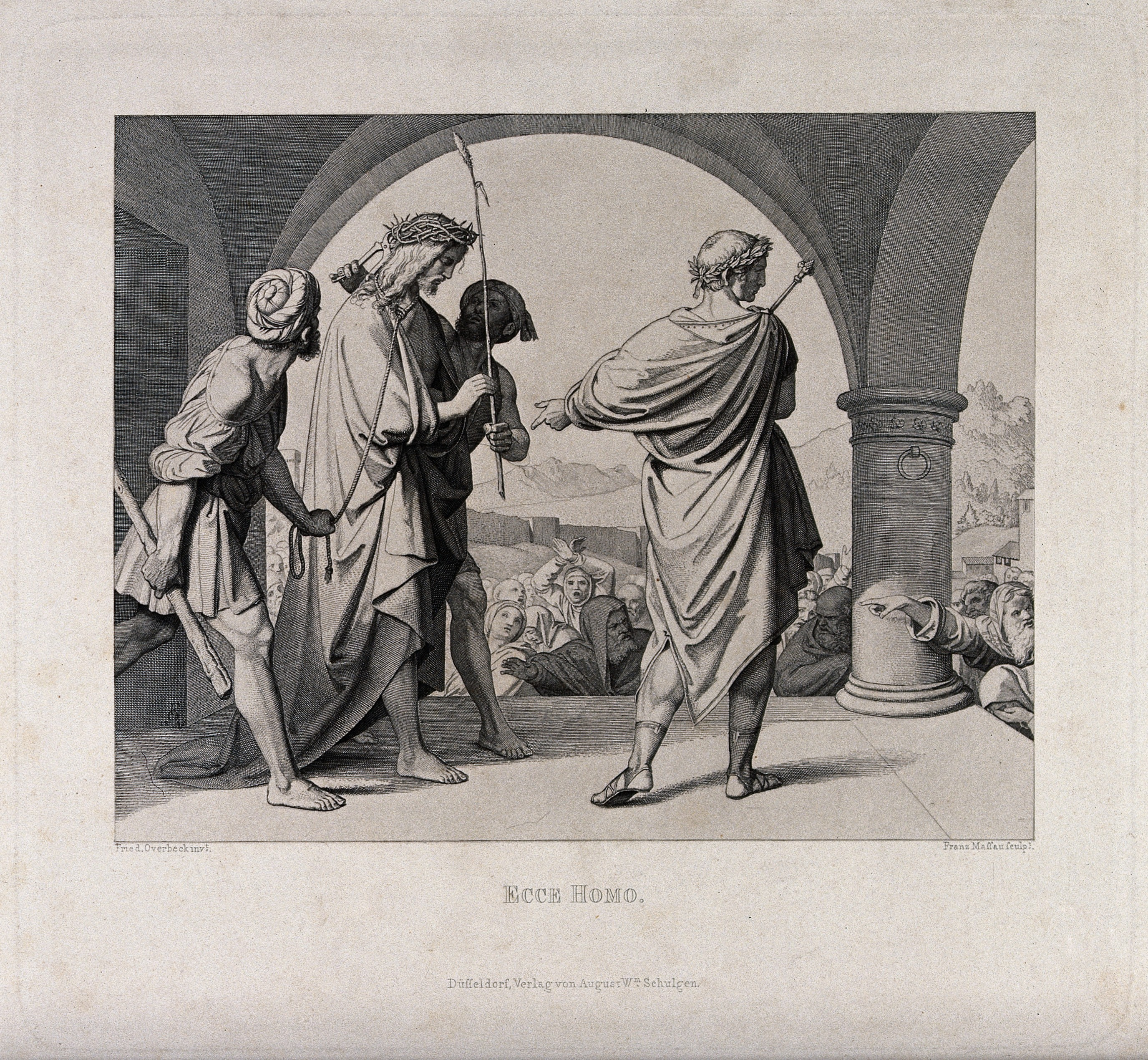
Ecce homo (Jesus wird vor Pilatus geführt)
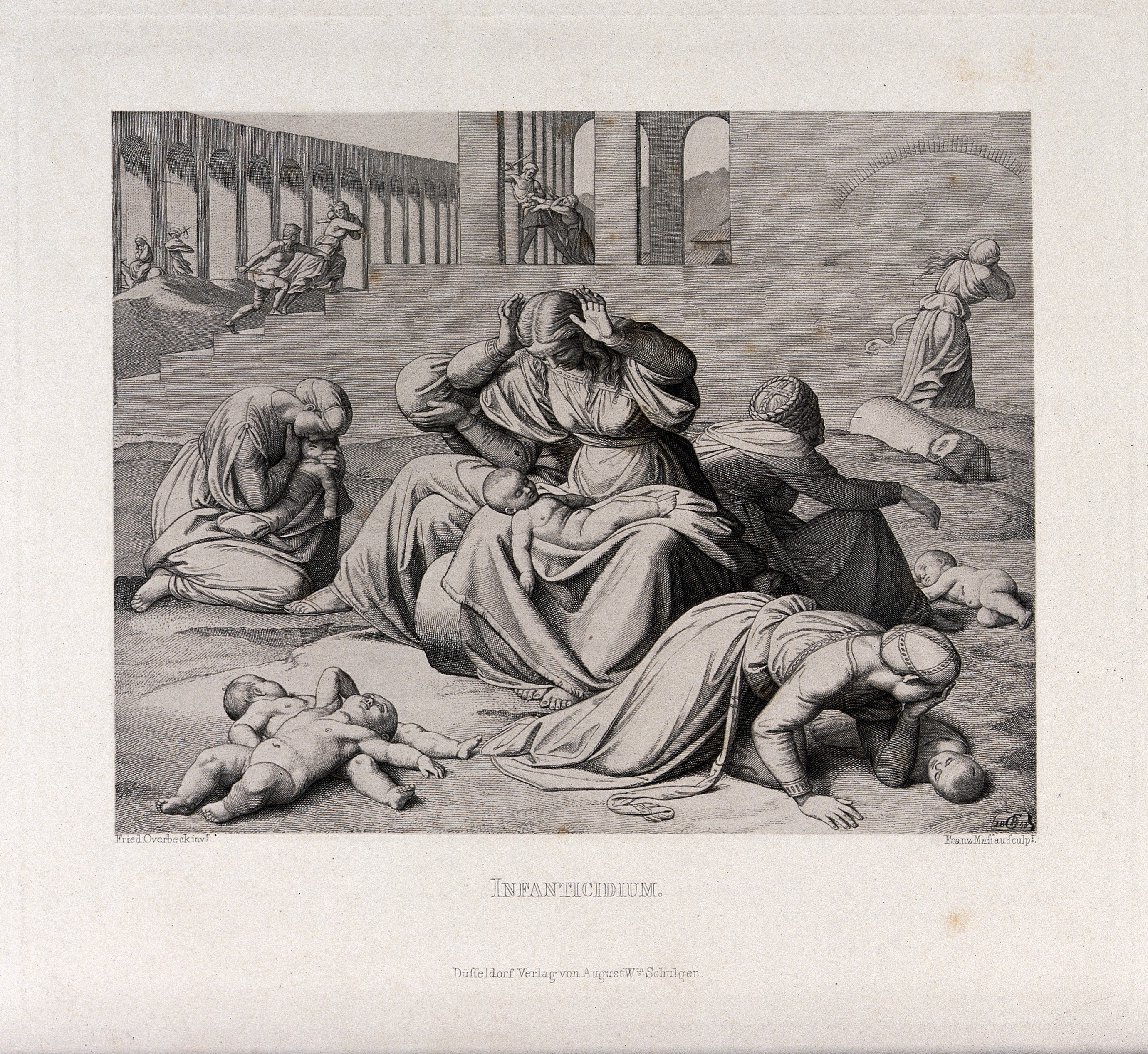
Infanticium
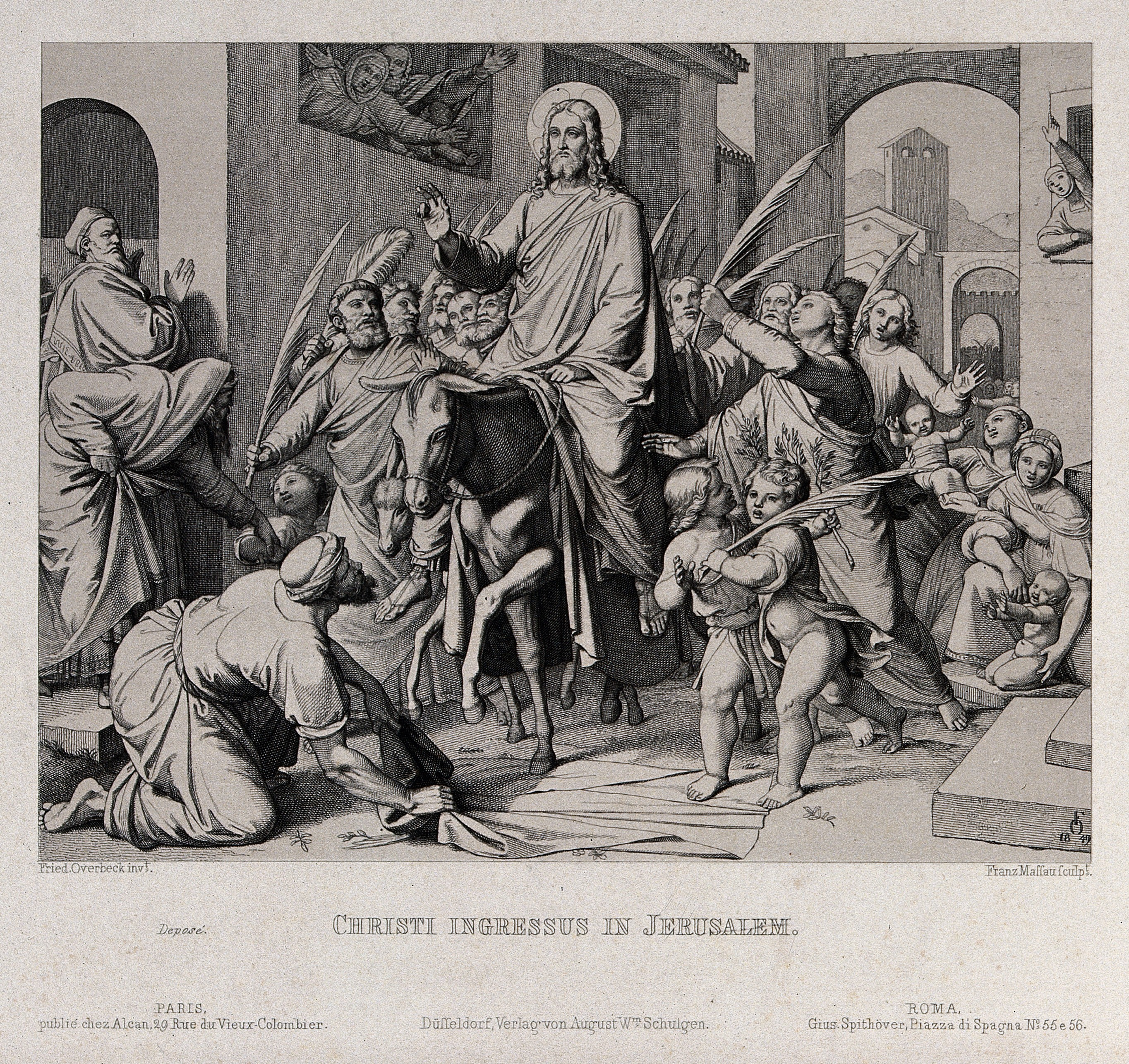
Christi ingressus in Jerusalem (Einzug Christi in Jerusalem)